# Persienne

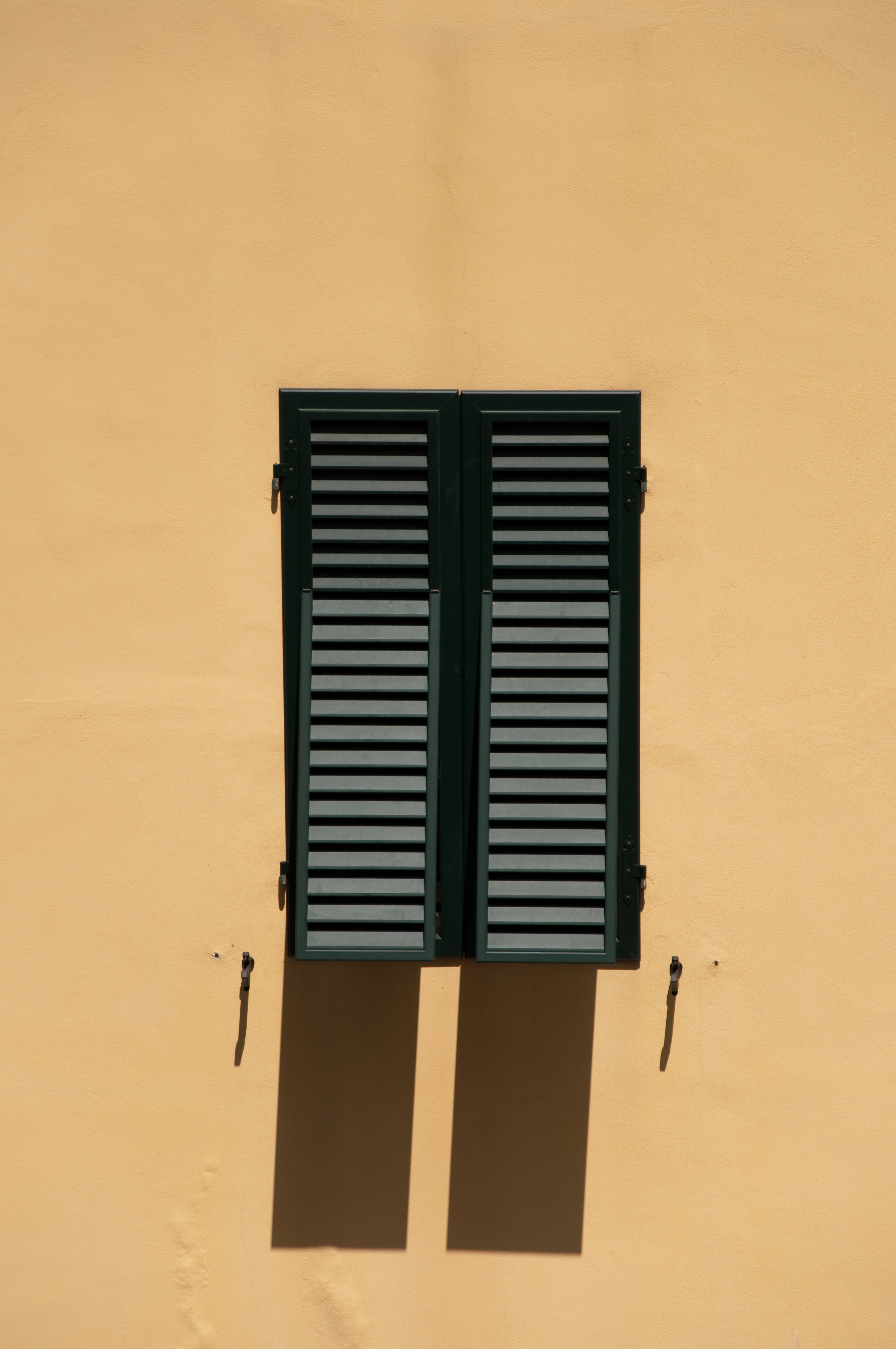
Persiennes en Toscane.

Une persienne est un contrevent fermant une baie, en une seule pièce ou composé de plusieurs vantaux, et comportant (à la différence du volet, qui est plein et intérieur) un assemblage à claire-voie de lamelles inclinées qui arrêtent les rayons directs du soleil tout en laissant l'air circuler.

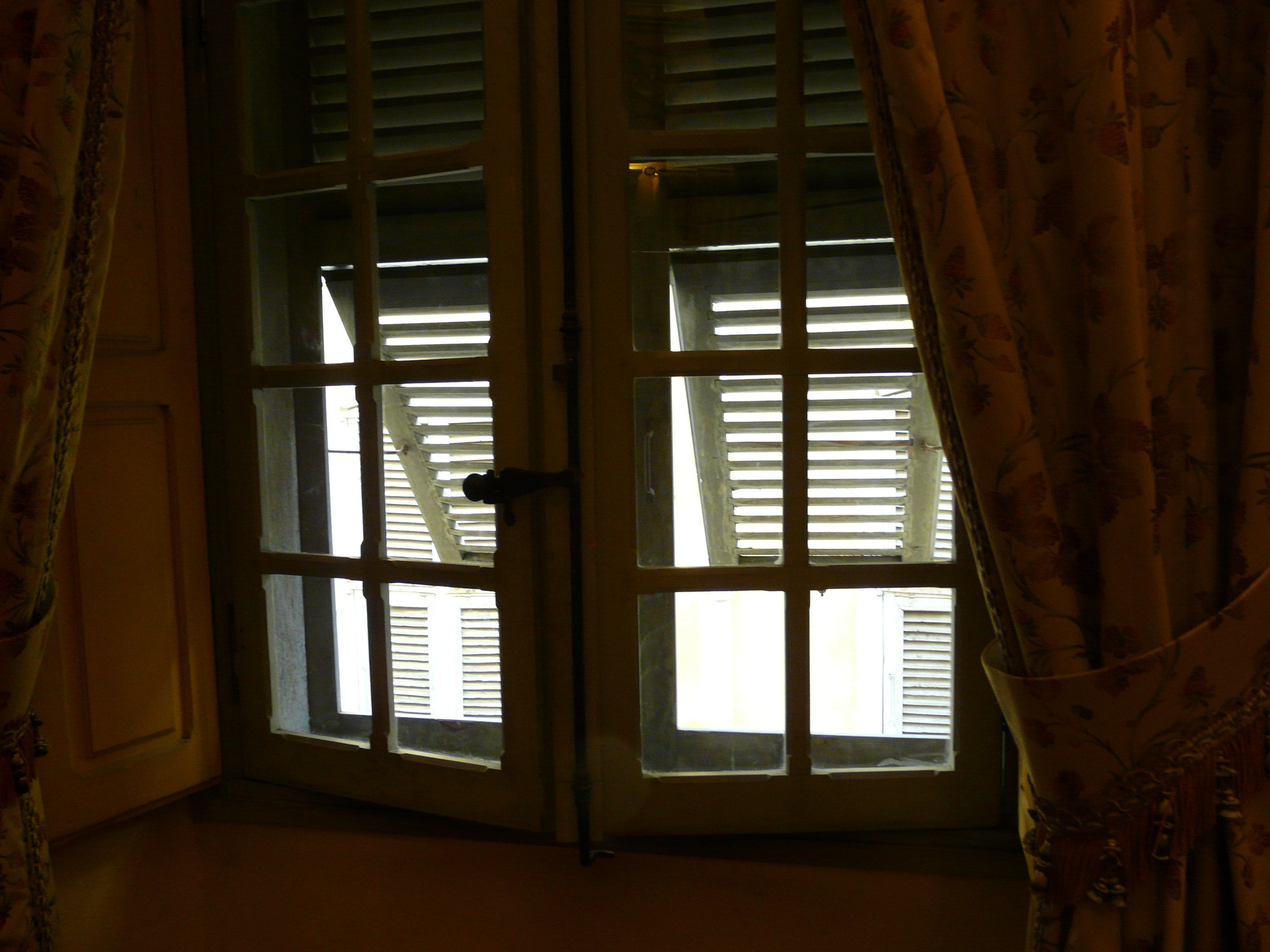
Persiennes à l'abattant relevé, vues de l'intérieur.

Dans certains modèles, dits à l'italienne, le cadre inférieur est relevable ; on peut l'ouvrir et l'orienter en fonction de la position du soleil.
Le mot provient de l'ancien français persien, en référence à la Perse.
Il existe aussi un système de persiennes orientables et rétractables à l'intérieur ou à l'extérieur de la baie, appelé store vénitien.
Les persiennes coulissantes sont également nommées jalousies, vraisemblablement parce qu'elles permettent à des personnes se trouvant à l'intérieur de voir l'extérieur sans être vues.

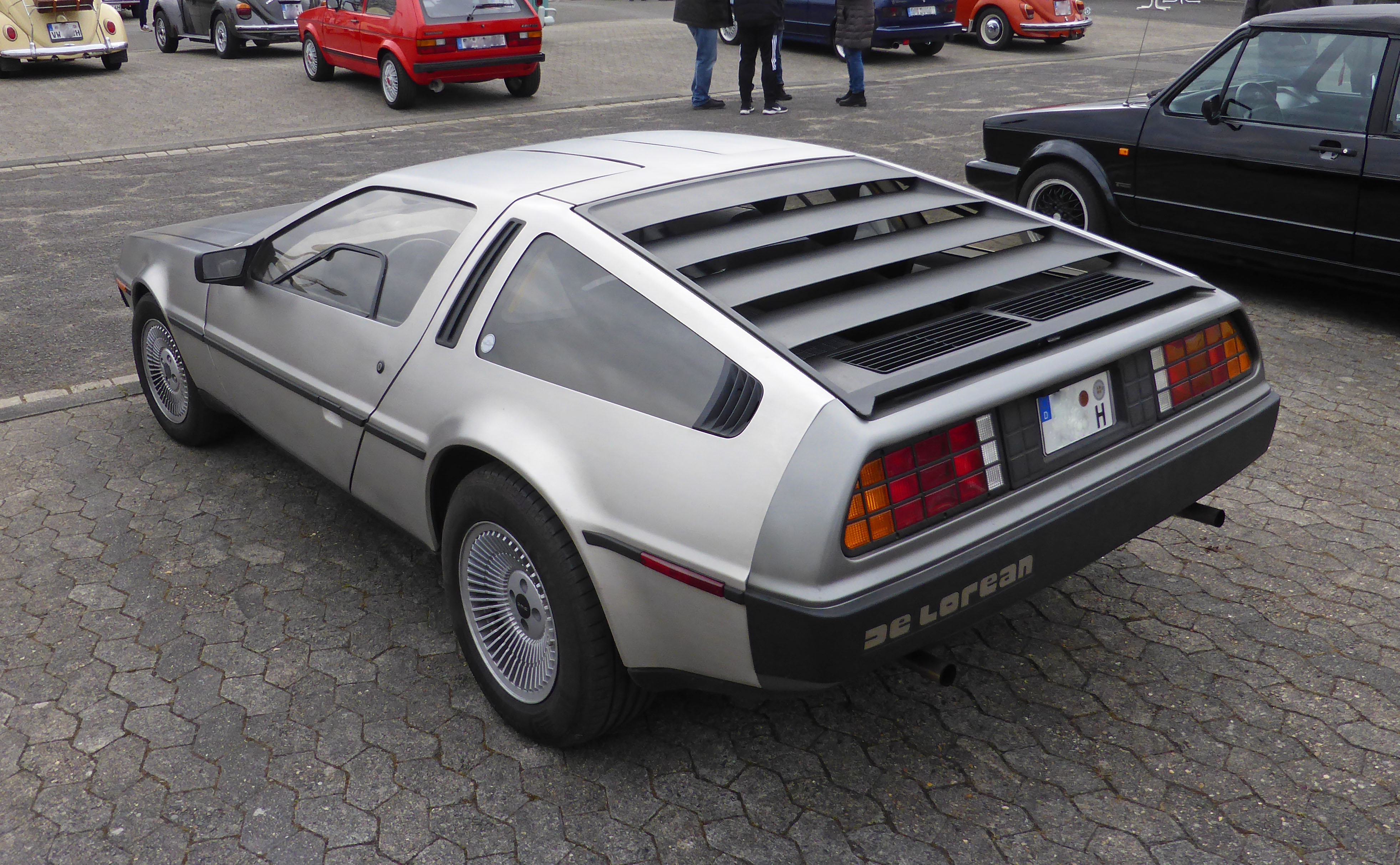
Persienne de la DeLorean DMC-12.

Certains véhicules sont également équipé de persienne, tels que la DeLorean DMC-12 ou la Citroën CX.